# Philipp Plank (Fußballspieler)
Philipp Plank (* 11. Juni 1995 in Purgstall an der Erlauf) ist ein österreichischer Fußballspieler.

## Karriere
Plank begann seine Karriere bei der SVg Purgstall. 2009 kam er in die AKA St. Pölten. 2013 wechselte er zu den Amateuren des SK Rapid Wien. Sein Debüt in der Regionalliga gab er im August 2013, als er am ersten Spieltag der Saison 2013/14 gegen den SC Wiener Viktoria in der 57. Minute für Armin Kamenjasevic eingewechselt wurde.
Zur Saison 2016/17 wechselte er zum Ligakonkurrenten SC Ritzing. Nach dem Rückzug der Burgenländer aus der Regionalliga nach Saisonende schloss er sich im Sommer 2017 dem Zweitligisten Kapfenberger SV an.
Im November 2017 debütierte er in der zweiten Liga, als er am 19. Spieltag der Saison 2017/18 gegen den FC Liefering in der 72. Minute für Daniel Rosenbichler ins Spiel gebracht wurde. Zur Saison 2018/19 wechselte er zum Regionalligisten Wiener Sport-Club. Ein Jahr später wechselte Plank zum SCU Kilb. Im Juli 2020 schloss er sich dann dem ASK Ybbs an. Im Jänner 2022 kehrte er von dort wiederum zum SCU Kilb zurück.